# 경남 FC 심판 매수 사건
경남 FC 심판매수 사건은 경남 FC 안종복 대표이사의 주도로 심판을 매수한 것이 밝혀져 승점 삭감의 징계를 받은 사건이다.

## 과정
K리그 클래식 심판 4명이 2013년 8월부터 1년여 동안 적게는 900만 원에서 많게는 2000만원까지 경남 FC의로부터 뒷돈을 받은 걸로 검찰 수사 결과 드러났다.
공소사실에 따르면 최씨와 이씨는 2013년 8월부터 지난해 9월까지 경남 FC 코치로부터 ‘경기에서 유리한 판정을 해달라’는 청탁과 함께 5차례에 걸쳐 각각 1800만원과 2000만원을 받은 혐의를 받고 있다. 다른 심판 A, B씨도 경남 FC 코치로부터 같은 부탁을 받고 각각 1700만원과 900만원을 받은 혐의를 받고 있다.
주로 홈 경기나 하위 리그로의 강등 등이 결정되는 중요경기 전날, 심판 배정내용을 확인한 구단 관계자가 심판 숙소 인근에서 해당 경기 주심을 만나 적게는 200만원에서 많게는 1000만원이 든 돈 봉투를 전달했다. 시즌 막바지 하위 리그 탈락팀을 결정짓는 경기나 플레이오프 등 중요 경기를 앞두고는 평소보다 많은 현금이 건네졌다.
심판매수가 벌어진 경기들은 2013년 8월부터 2014년 9월까지 총 19경기이다.

## 결과
전·현직 심판과 안종복 대표이사가 구속 기소되어 재판을 받았으며안종복 대표이사와 구속 기소된 심판 모두 유죄가 확정되었다.

## 징계
2015년 12월 18일, 한국프로축구연맹은 경남 FC에 대해 승점 10 삭감 및 2000만원과 제제금 7000만원의 징계가 내려졌다.<ref>“'심판 매수' 경남FC, 사상 첫 '승점감점' 중징계”. 연합뉴스. 2015년 12월 18일.

## 같이 보기
- 전북 현대 모터스 심판매수 사건
- 2011년 K리그 승부조작 사건
- 2006년 이탈리아 축구 스캔들
- 2011-12 이탈리아 축구 스캔들
- 2013년 유로폴 승부조작 수사 (유럽축구)
- 칼초폴리 (세리에 A)